# 二苯基乙烯
二苯基乙烯又称茋（英語：stilbene），可能是：
- 1,1-二苯基乙烯
- (E)-二苯基乙烯
- (Z)-二苯基乙烯